# مجله هارپر
مجله هارپر (به انگلیسی: Harper's Magazine) مجله‌ای است که در ژوئن ۱۸۵۰ در نیویورک توسط هارپر و برادران (که انتشارات هارپرکالینز را نیز بنیاد نهادند) تأسیس شد. این مجله هر ماه در موضوعات ادبیات، سیاست، فرهنگی و هنری به چاپ می‌رسد.

## نگارخانه

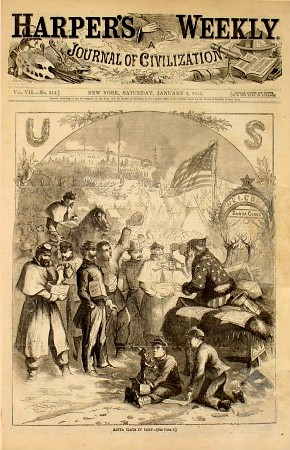
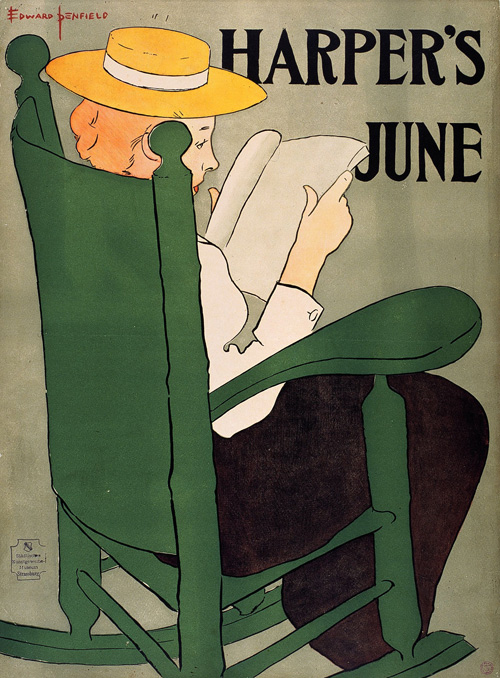

## نویسندگان سرشناس مجله
- نوآم چامسکی
- وینستون چرچیل
- تئودور درایزر
- رابرت فراست
- سیمور هرش
- هنری جیمز
- نائومی کلاین
- جک لندن
- نورمن میلر
- جان استوارت‌میل
- سیلویا پلات
- تئودور روزولت
- جان استاینبک
- مارک توین
- جان آپدایک
- کورت وانگات
- دیوید فاستر والاس
- ای بی وایت
- توماس وودرو ویلسون
- اسلاوی ژیژک
- هوارد زین